# Corina Fusu
Corina Fusu, née le 4 septembre 1972 à Chișinău, est une personnalité politique moldave, députée du Parlement de Moldavie de 2009 à 2015 et Ministre de l'Éducation de 2015 à 2017.

## Situation personnelle

### Famille
Mariée depuis 1980 à l'acteur et metteur en scène Mihaï Fusu, Corina Fusu est mère de trois garçons, nommés Lucian, Theodor et Leonard,,.

### Formation
Après ses études secondaires dans le lycée francophone Gheorghe Asachi de Chișinău, Corina Fusu suit des études de chimie et de biologie à Moscou.

### Carrière professionnelle
Après ses études, elle se consacre à l'éducation de ses jeunes enfants. Lorsque son aîné a sept ans, elle décide de se réorienter et passe un concours pour entrer à la télévision d'État soviétique. Elle devient alors présentatrice de télévision, mais se confronte rapidement à la censure et doit abandonner plusieurs projets d'émissions refusés par cette dernière. À partir de l'an 2000, elle parvient à créer l'émission « La Francosphère » qui promeut la francophonie en Moldavie et se fait le relais des événements culturels organisés par l’Alliance française, ce qui lui vaut de suivre plusieurs stages en France,.

## Parcours politique

### Manifestations de 2002 et 2004
Lors des manifestations de 2002 (en), Corina Fusu décide de s'engager en politique et milite au Parti libéral. Son mouvement incite le Parlement à voter une loi concernant l’audiovisuel dans le secteur public, ce qui est inédit dans une république de d'ex-URSS. À la suite de cette participation aux manifestations, elle est licenciée de la télévision en 2004.

### Conseillère municipale
En 2007, Corina Fusu devient conseillère municipale (ro) de Chișinău sous le mandat de Dorin Chirtoacă.

### Députée
En juin 2009, elle est élue députée du Parlement de Moldavie et reste six années en poste.

### Ministre de l'Éducation
De 2015 à 2017, la députée est nommée ministre de l'Éducation dans les gouvernements de Valeriu Streleț, de Gheorghe Brega et de Pavel Filip. Elle succède à ce poste à Maia Sandu.

## Hommages et distinctions
Le 16 décembre 2013, le grade de grand officier de l'Ordre de l'Étoile de Roumanie est remis à Corina Fusu,.